# Barque du Léman
 (avril 2022).
 (avril 2022).

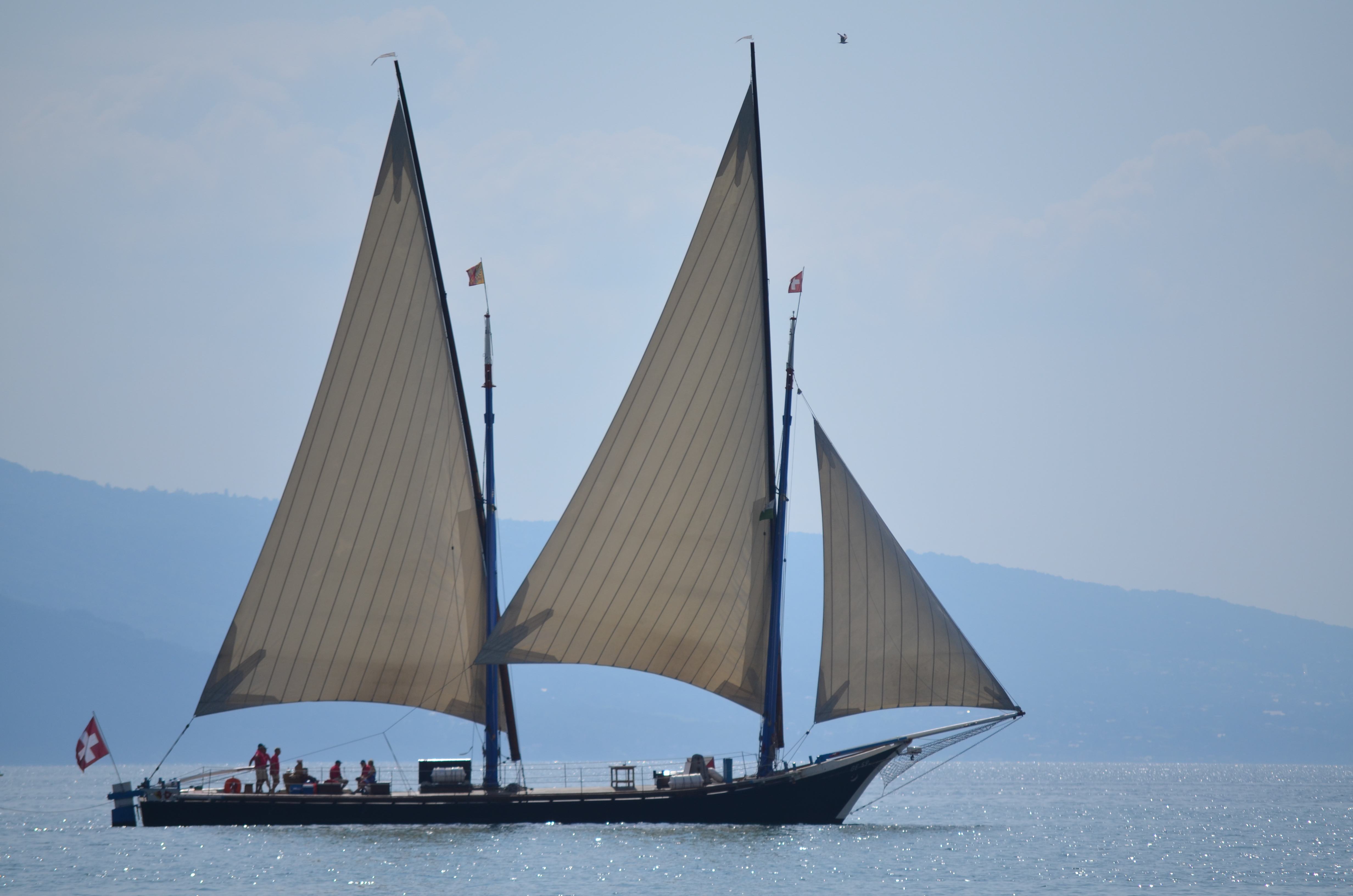
La barque La Neptune sous voile

Les barques du Léman sont de grands voiliers latins, généralement à deux mâts, d’une trentaine de mètres. Emblématiques du Lac Léman, ils sont les plus grands bateaux à voiles latines au monde.
À l’origine, c’est un bateau mixte, commercial et militaire, qui fait partie de la famille des galères. Du XVIIIe siècle jusqu’à la Première Guerre mondiale, il assure l’essentiel des transports de personnes et de marchandises autour du Léman.
Une petite flotte de cinq barques perpétue aujourd’hui leur souvenir. Ce sont désormais des bateaux à passagers qui offrent des promenades touristiques. L'une de ces barques, la Demoiselle, est le seul voilier école de Suisse.

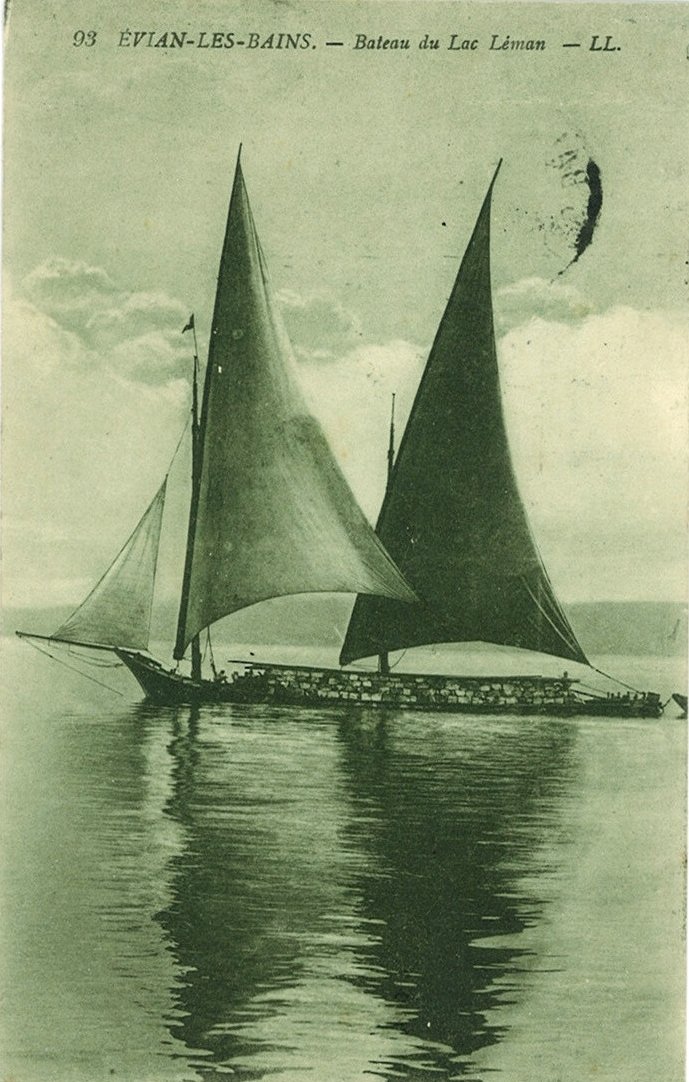
Barque du Léman - (carte postale vers 1900)

## Historique
En 1691, dans le cadre de la réalisation du port de Morges, le constructeur naval savoyard Laurent Dantal construit la première barque du Léman, la Gaillarde, pour le compte de Jean-François Panchaud, un homme d’affaires de Morges,. Il s’agit d’une invention révolutionnaire. En effet, c’est le premier bateau marchand du Léman qui remonte au près grâce à ses voiles latines. Il est particulièrement réussi sur le plan marchand car son immense pont facile à charger à la brouette, offre une énorme capacité. De plus, sa manœuvre ne nécessite qu’un équipage de cinq hommes. Leurs Excellences de Berne, Seigneurs du Pays de Vaud, les réquisitionnent à plusieurs reprises jusqu’au début du XIXe siècle pour des usages militaires. Le pont dégagé permet de l’équiper de trois canons. Le premier, à l’étrave, contrôle l’avant. Les deux autres, tête-bêche, protègent les côtés, constituant ainsi une redoutable machine de guerre. Certaines peuvent embarquer 200 hommes armés et sont propulsées par 18 paires de rames à deux hommes par rames (soit 72 rameurs).
Deux types de barques sont proposées : la barque proprement dite d’environ 100 pieds (27 à 28 mètres) et le brick ou brigantin autour de 50 pieds (environ 15 mètres). Les apoustis, supports des rames, attestent, que la barque du Léman appartient à la famille des galères. Le vocabulaire propre aux barques est d’ailleurs identique à celui des galères. Mais il n’existe qu’un seul témoignage d’une barque armée en galère : à la fin du film La Vocation d'André Carel de Jean Choux (1925).

Débarquement de pierres de Meillerie aux Eaux-Vives en 1908.

L’avènement des barques est fulgurant : après la Gaillarde, dix barques sont construites en six ans. En 1720, on compte huit barques et vingt-trois brigantins (bricks). Environ deux cents barques de transport au total sont construites, jusqu’à la dernière en 1932. Leur supériorité technique provoque la disparition des anciennes naus. Jusqu’à la concurrence des bateaux à vapeur du XIXe siècle (dès 1823), les barques assurent l’essentiel des transports autour du lac : personnes, bétails et marchandises variées. Le bois de chauffage nécessaire aux industries et à la cuisine, constitue alors la plus grande quantité de marchandise transportée. Lorsque le chemin de fer arrive au milieu du XIXe siècle et amène le charbon, plus performant et moins cher, on pense que le transport à voile va disparaître. Et, paradoxalement, c’est le contraire qui se produit : la Belle-Époque offre leur âge d’or aux barques du Léman. En effet, la construction immobilière intense nécessite de gigantesques quantités de matériaux de construction de toutes sortes et les barques à voile sont parfaitement concurrentielles pour ce type de transport. La cinquantaine d’unités qui sillonnent le Léman au début du XXe siècle, pour transporter les pierres de Meillerie, vont marquer la conscience collective, qui fait de la barque vue de devant, voiles en oreilles, le symbole même du Léman.
La guerre de 1914-1918 marque un arrêt brutal, fatal au transport à voile. Quelques barques continuent à travailler vaille que vaille, mais elles ne peuvent résister au passage des transports de la voie d’eau à la route.
Il y eut également des barques sur le lac d'Annecy et sur celui de Neuchâtel, construites par des constructeurs navals venus du Léman.
Sur le Léman, seules survivent la Vaudoise à Ouchy (1932, rachetée en 1948 par les « Pirates d’Ouchy »), et la Neptune à Genève (1904, reconstruite en 1975 par l’État de Genève). Elles sont rejointes par deux répliques, la Demoiselle à Villeneuve (1999), et la Savoie à Évian (2000). Ces quatre barques travaillent maintenant au tourisme avec une particularité pour la Demoiselle, seul voilier école de Suisse, qui propose aussi des camps de découverte d’une semaine pour les écoles et les associations.
Depuis 1998, l’Association des voiles latines lacustres (AVLL) fédère les diverses associations qui gèrent les barques. 
Une cochère reconstruite, l’Aurore à Saint-Gingolph (2000), ainsi que la galère la Liberté à Morges (2001) font également partie de cette association faîtière. Elles sont rejointes par une réplique destinée à reconstituer un patrimoine disparu, l’Espérance III, mise à l’eau sur le lac d’Annecy en 2021.

## Construction

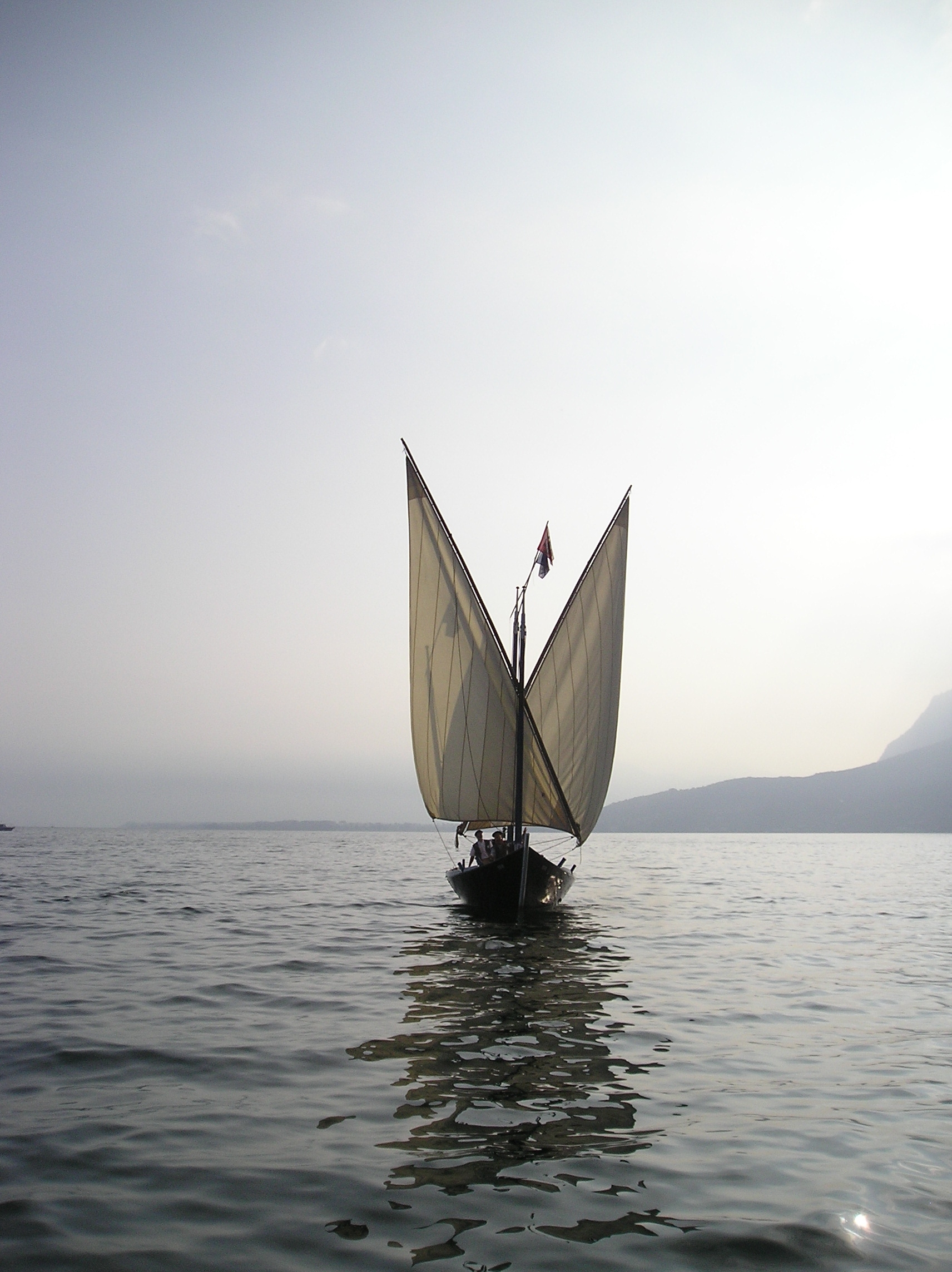
L'Aurore, voiles en oreilles, au large de Saint-Gingolph.

Les premières barques sont très longtemps construites en plein air dans des chantiers itinérants. Puis des installations fixes prennent le relais à Saint-Gingolph, à la Belotte, au Locum ou à Vidy. Les constructeurs utilisent bien évidemment les bois locaux : sapin vert pour la quille, chêne pour la charpente, sapin et mélèze pour la carène, mélèze pour le pont qui est fortement voûté et renforcé à l’intérieur par des chaînes afin de soutenir les énormes chargements.
Les deux mâts sont en mélèze et les antennes (de la longueur de la barque) en épicéa. Les voiles latines en lin, puis en coton, sont manœuvrées grâce à des cordages en chanvre. Dès la Belle Époque, les barques sont également munies d’un foc sur bout-dehors.
Vers 1900, quelques barques à trois mâts latins sont construites. Un seul quatre mâts latin, la Bourgogne, 35 m de coque et près de 50 mètres hors tout, porte 580 m2 de voilure à son lancement. Ce gigantisme et cette complexité sont une erreur générant trop de main d’œuvre et le « tape-cul » est déjà abandonné en 1910 avant que la Bourgogne ne retrouve un gréement traditionnel à deux mâts après la guerre de 1914-1918.
L’Industrielle, lancée en 1855, est la première barque et la seule à être équipée d’une machine à vapeur et de roues à aubes. La première barque à recevoir un moteur à explosion en 1904 est l’Espérance. L’immense majorité des barques en sont dépourvues.

## Les barques actuelles

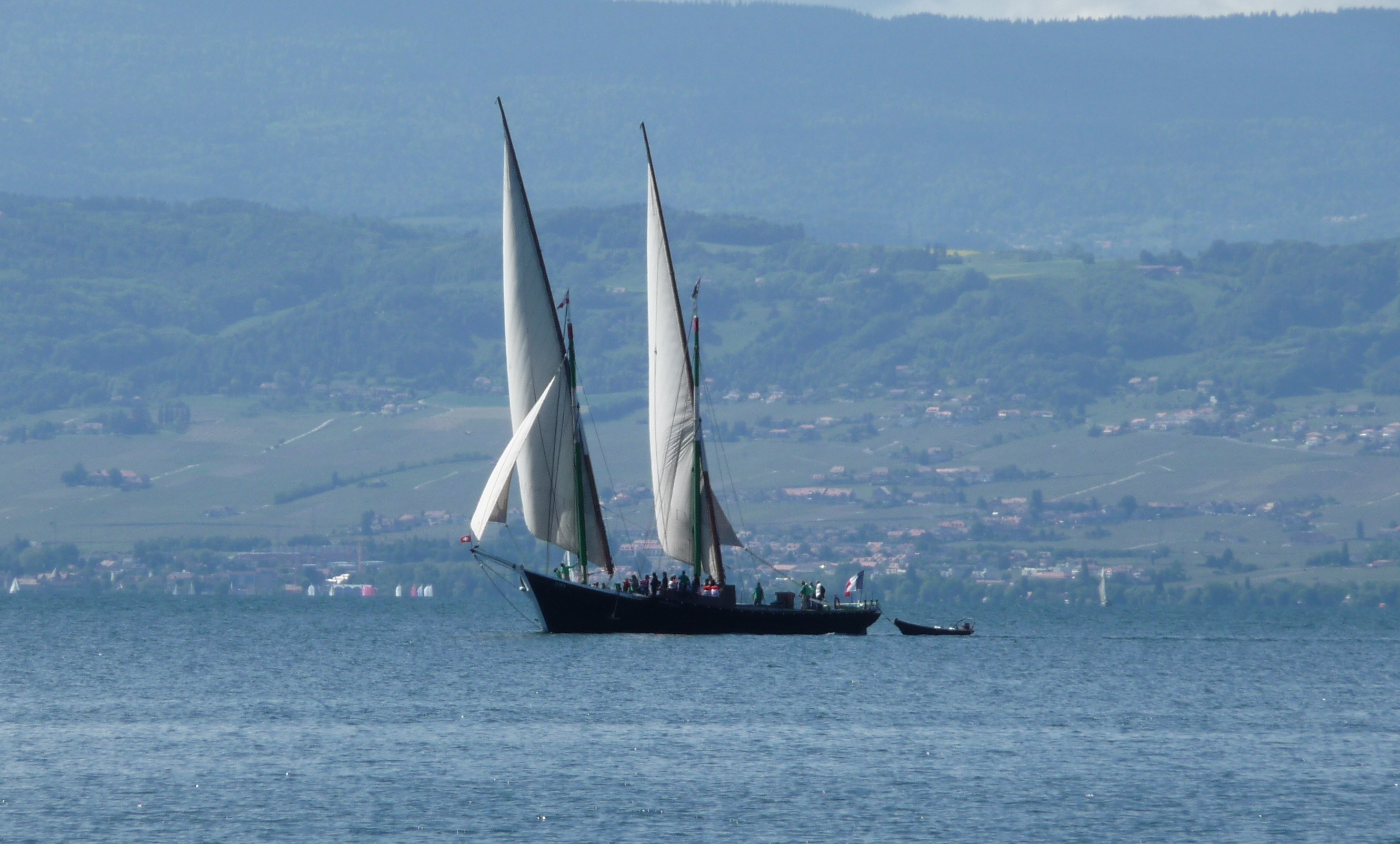
La Savoie toutes voiles dehors.

La barque la Neptune, construite en 1904 effectue son tout dernier transport en 1969. Elle coule à son amarrage en rade de Genève en 1972. Renflouée puis reconstruite par l’État de Genève, elle commence une carrière touristique en 1975. Classée monument historique en 1993, elle est à nouveau entièrement reconstruite de 2004 à 2005.
Le brick la Vaudoise est mis à l’eau en 1932 sous le nom de Violette. En 1948, elle est rachetée par les « Pirates d’Ouchy », qui sauvent en même temps le savoir-faire des bateliers. En 1963, vétuste, elle coule à son amarrage. On la plastifie pour la sauver. En 1977, elle est classée monument historique. Il faut la reconstruire entièrement de 1980 à 1982. En 2004, la Vaudoise participe au grand rassemblement de vieux gréements de Brest. Elle est reconstruite une deuxième fois de 2014 à 2015.
La barque la Demoiselle est inspirée de son homonyme de 1830. Après la construction de sa coque par des demandeurs d’emploi de 1997 à 1999, elle est mise à l’eau et trouve sa place à Villeneuve. À la suite d'énormes difficultés, ce sont surtout des bénévoles qui achèvent sa construction en 2011 après quinze ans d’efforts. Elle devient le premier voilier-école de Suisse. 
La barque la Savoie, réplique de la barque homonyme de 1896, est construite à Thonon de 1997 à 2000. Elle restitue ainsi à la Savoie un de ses patrimoines disparus. Durant les hivers 2014 et 2015, victimes d’un champignon xylophage, sa quille et sa carène sont changées.
La cochère Aurore a pour ambition de redonner au Léman un type de bateau totalement disparu. Construite au Bouveret de 1997 à 2000, elle trouve sa place dans le port de Saint-Gingolph. Grâce à sa petite taille elle est facilement transportable, ce qui lui donne l’occasion de participer à des rassemblements de vieux gréements à l’étranger.
Sur le lac d’Annecy, 2021 voit la mise à l’eau de l’Espérance III, copie de la dernière barque du lac disparue en 1930. Elle redonne ainsi à Annecy un patrimoine totalement disparu.
Comme la cochère Aurore, la galère la Liberté de 55 mètres, ne fait pas partie de la famille des barques. Conçue pour donner une occupation aux chômeurs, elle voit le jour de 1995 à 2001 à Morges où elle a son amarrage. Elle travaille au tourisme jusqu’en 2018, date à laquelle elle se fait retirer son autorisation de naviguer.
- La Neptune, construite en 1904, coulée en 1972 puis réhabilitée en 1975, restaurée en 2004, basée à Genève : 46° 12′ 17,32″ N, 6° 09′ 08,94″ E ;
- La Vaudoise (nommée la Violette jusqu'en 1948), construite en 1932, basée à Lausanne : 46° 30′ 22,38″ N, 6° 37′ 31,72″ E ;
- La Savoie[5], construite en 2000, réplique d'une barque construite en 1896, basée à Évian-les-Bains : 46° 24′ 06,67″ N, 6° 35′ 39,6″ E ;
- L'Aurore, cochère basée depuis 2000 à Saint-Gingolph.
- La Demoiselle, réplique construite de 1997 à 2009, basée à Villeneuve : 46° 23′ 41,35″ N, 6° 55′ 13,14″ E
- L’Espérance III, réplique de la dernière barque de transport du lac d’Annecy (1930) mise à l’eau en 2021 basée sur le canal du Thiou à Annecy : 45° 53′ 54″ N, 6° 07′ 50″ E

## Tradition vivante
Six pays dont la Suisse collaborent en vue d’une reconnaissance de l’« Art de la navigation à voile latine et al terzo : connaissances et pratiques » par l’UNESCO sur la liste du patrimoine culturel immatériel de l’humanité. Cette candidature a été déposée en mars 2025, par la Croatie, avec comme associés des représentants des autorités, des associations de navigation traditionnelle, des musées et experts de Croatie, France, Grèce, Espagne, Italie et Suisse,. 
Une reconnaissance en tant que « tradition vivante » a été obtenue dans les trois cantons lémaniques (Vaud en 2021, Genève et Valais), puis au niveau suisse en 2024 auprès de l'Office fédéral de la culture. Le Conseil du Léman a reconnu la valeur de la démarche en décernant une distinction spéciale à l’équipe qui coordonne les efforts en Suisse,,.

### Films
- Jean Choux, La vocation d’André Carel, 1925, Cinémathèque suisse, Archives nationales du film, Lausanne, Coffret DVD coproduit par la Cinémathèque suisse et la Radio Télévision Suisse
- Philippe Souaille, Les barques du Léman, Genève, ADAVI, 2010